# Luísa Thiré
Luisa Pesce Thiré (Rio de Janeiro, 19 de novembro de 1973) é uma atriz brasileira. É filha do ator Cecil Thiré,  irmã dos atores Miguel Thiré, Carlos Thiré e João Thiré, mãe do ator Vitor Thiré e da atriz e diretora Juliana Thiré e neta da atriz Tônia Carrero.

## Filmografia

### Televisão
| Ano     | Título                   | Personagem               | Notas                                           |
| ------- | ------------------------ | ------------------------ | ----------------------------------------------- |
| 1987    | Direito de Amar          | Marinês                  |                                                 |
| 1990    | Mãe de Santo             | Bárbara                  |                                                 |
| 1990    | Araponga                 | Lúcia                    |                                                 |
| 1996    | Você Decide              |                          | Episódio: "Fim de Semana Encantado"             |
| 1999    | Vila Madalena            | Nilda                    |                                                 |
| 2001    | Porto dos Milagres       |                          |                                                 |
| 2005-06 | Meu Cunhado              | Simone Cantapedra        |                                                 |
| 2006    | Carga Pesada             | mãe de Sara e Sara       | Episódio: "A Loira do Banheiro"                 |
| 2008    | Casos e Acasos           | amiga de Juliana         | Episódio: "O Diagnóstico, o Fetiche e a Bebida" |
| 2008    | Malhação                 | Drª. Elisa               |                                                 |
| 2011    | Tapas & Beijos           | —                        |                                                 |
| 2011    | A Vida da Gente          | Fisioterapeuta de Ana    |                                                 |
| 2012    | As Brasileiras           | Recepcionista            | Episódio: "A Desastrada de Salvador"            |
| 2012    | As Brasileiras           | mãe na festa             | Episódio: "A Mamãe da Barra"                    |
| 2012    | Balacobaco               | Mônica                   |                                                 |
| 2012-14 | Detetives do Prédio Azul | Vidente Madame Esmeralda | Temporadas: 1-6                                 |
| 2013    | Guerra dos Sexos         | Souza                    |                                                 |
| 2013    | Sangue Bom               | Dra. Isaura              |                                                 |
| 2015    | Babilônia                | Flávia Duarte            |                                                 |
| 2017    | A Cara do Pai            | Renata                   | Episódio: "Vão Rolar as Festas"                 |
| 2017    | Apocalipse               | Fã de Nicanor            |                                                 |
| 2018    | Me Chama de Bruna        | Diretora Lúcia           | 3 episódios                                     |
| 2019-20 | Dependentes              | Bárbara                  |                                                 |
| 2024–25 | Matches                  | Ravena                   | Temporadas: 2–3                                 |

### Cinema
| Ano  | Título                          | Personagem      | Notas                                   |
| ---- | ------------------------------- | --------------- | --------------------------------------- |
| 1992 | Oswaldianas                     | —               | Segmento: "Daisy das Almas Deste Mundo" |
| 1997 | Estranhos Pessegos Estrangeiros | Mulher          | Curta-metragem                          |
| 2015 | Linda de Morrer                 | Repórter        |                                         |
| 2017 | É Fada!                         | Professora      |                                         |
| 2025 | Viver a Vida                    | Raquel (adulta) | [ 3 ]                                   |